# وارونگی شکارگر-شکار

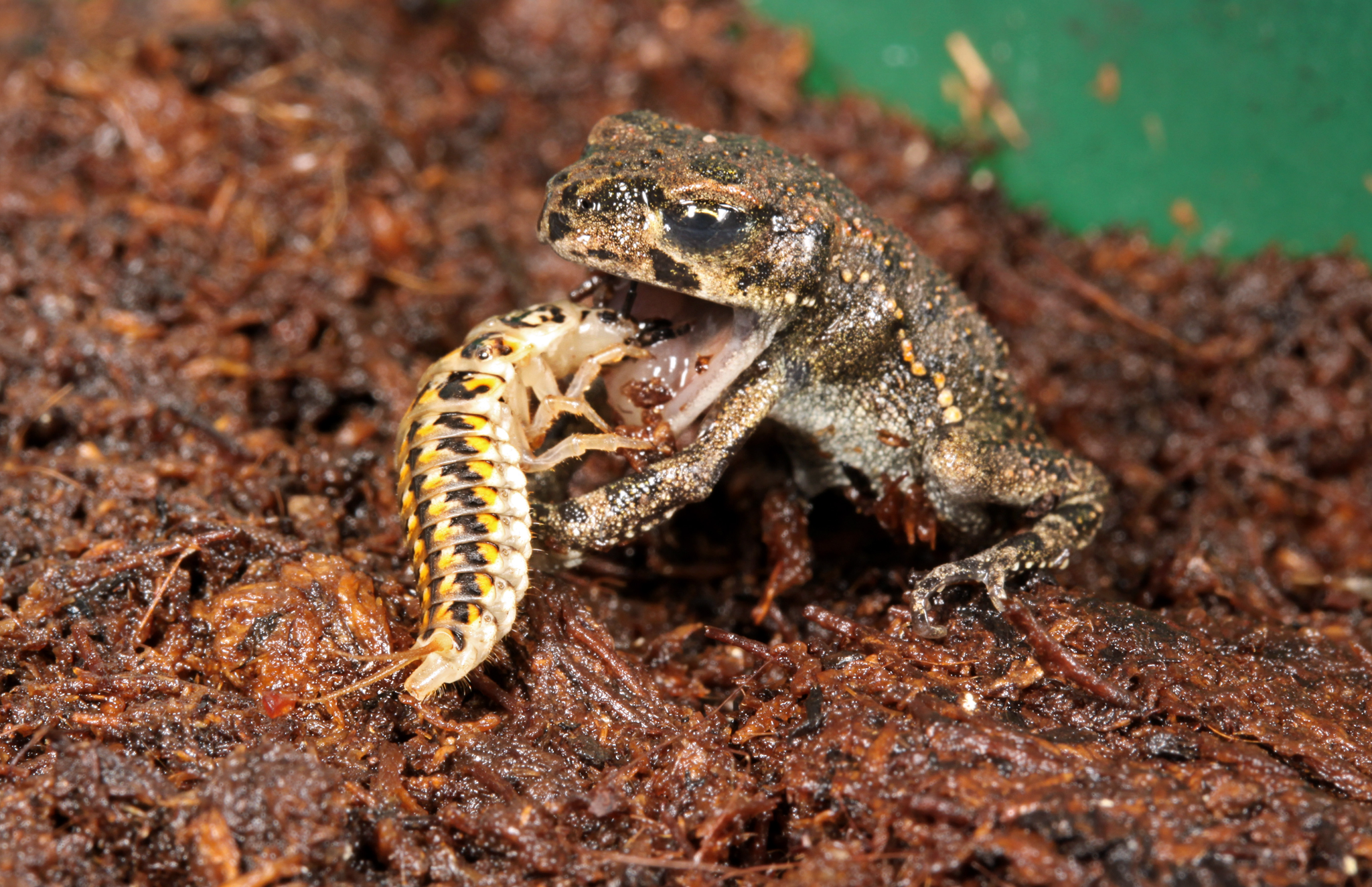
لارو اپومیس که به دهان یک دوزیست چسبیده‌است.

وارونگی شکارگر-شکار یا وارونگی شکارگر-طعمه (به انگلیسی: Predator-prey reversal)، یک اندرکنش زیست‌شناختی است که در آن جانداری که در رابطه شکارگری معمولاً شکار می‌شود، به جای آن به عنوان شکارگر عمل می‌کند. انواع کنش‌ها به عنوان تغییر نقش در نظر گرفته می‌شوند. یک نوع آن جایی است که طعمه با شکارگر خود روبرو می‌شود و تعامل بدون تغذیه به پایان می‌رسد. دو شکارگر رقیب ممکن است با هم تعامل داشته باشند و شکارگر بزرگ‌تر شکارگر کوچک‌تر را شکار کند. جانداران کوچک‌تر ممکن است جانداران بزرگ‌تر را شکار کنند. تغییر تراکم جمعیت نیز ممکن است باعث تغییر نقش شود. افزون بر این، طعمه بالغ ممکن است به شکارگران نوجوان حمله کند.